# DJ Paul Elstak
DJ Paul Elstak (Pravim imenom Paul Roger Elstak) je nizozemski hardcore/gabber i happy hardcore DJ i producent. Koristio je vlastito ime za stvaranje happy hardcorea i DJ Paul za hardcore/gabber, no kada je otvorio producentsku kuću Offensive Records 2001. godine, počeo je koristi oba imena za gabber pjesme.

## Životopis
1987., njegov posao je pokrenut kada je prihvaćen kao DJ u rotterdamskoj diskoteci Bluetiek-Inn. Ondje, po prvi put, svirao je s pionirom house glazbe Peterom Slaghuisom. Oko tog vremena se također sastao s Robom Fabrieom i Richardom van Naamenom za osnivanje sastava Holy Noise, s kojima je objavio niz izdanja u producentskoj kući Hithouse Record (vodio ga je Peter Slaghuis). 1991. Holy Noise su imali najveći uspjeh s izdanjem "James Brown is Still Alive". Ovo izdanje je "odgovor" na poznato house izdanje "James Brown is Dead" L.A. Stylea.
1992. osnovao je vlastitu producentsku kuću Rotterdam Records (pod okriljem Mid-Town Recordsa) za izdavanje hardcorea i Rotterdam Tekna. Prvo izdanje u ovoj producentskoj kući je od Holy Noisea objavljenim pod nadimkom Euromasters objavljujući "Amsterdam Waar Lech Dat Dan?" (U prijevodu: "Amsterdam, ma di je to?"). Ovo izdanje je odgovor nizozemskoj javnosti koja uvijek obraća pažnju na Amsterdam, ali ne na Rotterdam. Nakon mnogih izdanja pod različitim imenima, 1995. je objavio pjesmu "Life Is Like a Dance", prvu pod imenom DJ Paul Elstak. To je bio veliki komercijalni uspjeh. Nakon ove pjesme, slijedilo je nekoliko komercijalnih izdanja. "Rainbow in the Sky" je najvjerojatnije uspješnija od ovih pjesama. Nakon dvije godine, Paul Elstak je odustao od komercijalne plesne scene i posvetio se objavljivanju gabber stvari.
2001. je napustio Mid-Town Records (isto tako i Rotterdam Records) te je osnovao vlastitu izdavačku kuću kod Rige Entertainmenta, zvanu Offensive Records.
Do današnjih dana Paul Elstak još uvijek objavljuje hardcore pod obilježjem njegovog uobičajenog (Rotterdam) stila.
28. ožujka 2011. na dodjeli nagrada za filmove Rembrandt Awards, Paul Elstak je osvojio nagradu za najbolju naslovnu pjesmu "Turbo" koja se pojavljuje u nagrađenom filmu New Kids Turbo. Za istu pjesmu je 12. svibnja 2011. osvojio zlatnu ploču; na isti je dan objavljena njemačka inačica pjesme.

## Vanjske poveznice
- Službena stranica (Offensive Records)
- Diskografija na Discogsu